# Người Assyria
Người Assyria (tiếng Syriac: ܐܫܘܪܝܐ), hay người Syriac (xem thuật ngữ cho Kitô hữu Syriac), tùy vào tự nhận hoặc phân nhóm còn gọi là người Chaldea hoặc người Aramea, là một sắc tộc tôn giáo Semit theo Kitô giáo bản địa tại vùng Trung Đông.
Tổng dân số người Assyria có nhiều số liệu khác nhau. Theo Joshua Project năm 2019 có 845 ngàn người, cư trú ở 23 nước, trong đó đông nhất ở Iraq, Iran, Syria và Hoa Kỳ. Tổ chức của người Assyria trong UNPO đưa ra con số 3 triệu người.
Hầu hết người Assyria nói các ngôn ngữ Aram Mới (Neo-Aramaic), bao gồm nhiều ngôn ngữ và phương ngữ tùy khu vực.
Là một sắc tộc Kitô giáo, người Assyria thuộc về các giáo hội Đông phương, theo các nghi lễ phụng vụ Đông Syriac (gồm có Giáo hội Phương Đông Assyria, Giáo hội Phương Đông Thủ cựu, Giáo hội Công giáo Chaldea) và Tây Syriac (gồm có Giáo hội Chính thống giáo Syriac và Giáo hội Công giáo Syriac). Cả hai nghi lễ đều dùng tiếng Syriac cổ điển làm ngôn ngữ phụng vụ.
Xứ sở Assyria trong lịch sử ngày nay thuộc bắc Iraq, đông bắc Syria, đông nam Thổ Nhĩ Kỳ và tây bắc Iran. Nhiều đợt di cư của người Assyria được thúc đẩy do các biến cố như cuộc Thảm sát Diyarbakır năm 1895, cuộc Diệt chủng Assyria do Đế quốc Ottoman tiến hành trong Thế Chiến thứ nhất, Thảm sát Simele tại Iraq năm 1933, Cách mạng Hồi giáo Iran năm 1979, các chính sách chủ nghĩa dân tộc Ả Rập Ba'athist tại Iraq và Syria, cuộc Chiến tranh Iraq gần đây và cuộc Nội chiến Syria hiện tại, đặc biệt là sự bách hại của ISIS.